# Vektorska grafika
Véktorska gráfika (angleško vector graphics) je v računalniški grafiki način predstavitve slik. Oblike objektov na sliki so določene z različnimi osnovnimi geometrijskimi objekti, kot so: točke, črte, krivulje in mnogokotniki.
Vektorske slike se lahko transformirajo (povečajo, vrtijo, raztegnejo itd.) brez poslabšanja ločljivosti slike. Izbrati in transformirati je mogoče tudi vsako posamezno komponento vektorsko zapisane slike, saj je vsaka komponenta v računalnikovem pomnilniku definirana posebej. V teh pogledih vektorska grafika prekaša rastrsko. Vektorsko grafiko po navadi uporabljajo risalni programi, ki uporabniku omogočajo izdelavo in popravljanje tehničnih diagramov, na primer načrtov hiš ali avtomobilov.